# Foenum habet in cornu
La locuzione latina Foenum habet in cornu, tradotta letteralmente, significa ha il fieno sulle corna. (Orazio, Satire, I, 4, 33).
Il poeta allude all'uso dei suoi tempi di rivestire le corna dei buoi o dei tori più feroci, con fieno o paglia. Metaforicamente mette in guardia contro i critici, che hanno le corna aguzze e dove colpiscono lasciano la piaga. 